# Зелений гай (заповідне урочище)
Зелений гай — заповідне урочище місцевого значення. Об'єкт розташований на території Долинського району Кіровоградської області, поблизу с. Іванівка.
Площа — 37 га, статус отриманий у 2000 році.